# Palazzo Aliverti
Palazzo Aliverti (già Casa dei Massonerii e attualmente noto anche come Palazzo Legance) è un palazzo cinquecentesco di Milano, più volte rimaneggiato nei secoli successivi. Storicamente appartenuto al sestiere di Porta Comasina, si trova in via Broletto 20.

## Storia e descrizione
Il palazzo presenta una facciata caratterizzata da ampie aperture al pian terreno, con finestre bordate con stipiti e bugnatura in ceppo. Particolarmente significativo il cortile interno, tuttora esistente, a due ordini di colonne doriche e ioniche, con soffitti a cassettoni e pareti decorate con motivi architettonici a fresco.
Fino alla fine dell'Ottocento erano ancora presenti elementi architettonici e decorazioni residuali, provenienti dal preesistente edificio quattrocentesco, su cui si è poi sviluppato quello attuale. Fra questi venivano segnalati colonne e capitelli d'ordine corinzio, appartenuti a un gigantesco portico. Il palazzo ha subito una prima, profonda ristrutturazione ad opera di Ferdinando Reggiori, nel 1966, che ha visto il recupero di alcuni affreschi ricollocati nelle sale interne, attribuite ai fratelli Campi (Giulio, Antonio e Vincenzo).
Ha ospitato negli anni il Mediocredito Regionale Lombardo e il gruppo Gucci.
È attualmente sede dello studio legale Legance - Avvocati Associati.